# Neal Marshall
Neal Marshall (Coquitlam (Brits-Columbia), 13 juni 1969) is een voormalig Canadees langebaanschaatser.
Neal Marshall was tussen 1991 en 1998 actief in de internationale schaatssport. Zijn specialiteit was de 1500 meter. Op deze afstand won hij driemaal een World Cup wedstrijd, bovendien werd hij op deze afstand derde bij de WK Afstanden van 1997 in Warschau.
Sinds 2002 is hij coach van de Canadese langebaanselectie.

## Records

### Persoonlijk records
| Afstand      | Tijd     | Datum            | Baan    |
| ------------ | -------- | ---------------- | ------- |
| 500 meter    | 36,80    | 22 januari 1998  | Calgary |
| 1000 meter   | 1.11,83  | 8 november 1997  | Calgary |
| 1500 meter   | 1.48,82  | 28 maart 1998    | Calgary |
| 3000 meter   | 3.54,08  | 19 maart 1995    | Calgary |
| 5000 meter   | 6.44,04  | 29 december 1996 | Calgary |
| 10.000 meter | 14.13,04 | 19 oktober 1991  | Calgary |

### Wereldrecords
| Nr. | Afstand    | Tijd    | Datum         | Baan    |
| --- | ---------- | ------- | ------------- | ------- |
| 1.  | 1500 meter | 1.50,05 | 16 maart 1997 | Calgary |

## Resultaten
| Jaar | Olympische Spelen               | WK Afstanden      | WK Allround |
| ---- | ------------------------------- | ----------------- | ----------- |
| 1991 |                                 |                   | NC29        |
| 1992 | 36e 1500m 26e 5000m 26e 10.000m |                   | NC19        |
| 1993 |                                 |                   | NC15        |
| 1994 | 7e 1500m 17e 5000m              |                   | NC15        |
| 1995 |                                 |                   | 8e          |
| 1996 |                                 | 9e 1000m 8e 1500m | 8e          |
| 1997 |                                 | 1500m             | 9e          |
| 1998 | 30e 1500m                       | 13e 1500m         | -           |

- = geen deelname
NC# = niet gekwalificeerd voor de laatste afstand, maar wel als # gekwalificeerd

### Medaillespiegel
| Kampioenschap     | Goud | Zilver | Brons |
| ----------------- | ---- | ------ | ----- |
| Olympische Spelen | 0    | 0      | 0     |
| WK Afstanden      | 0    | 0      | 1     |
| WK Allround       | 0    | 0      | 0     |